# Berlandiella
Berlandiella is een geslacht van spinnen uit de  familie van de Philodromidae (renspinnen).

## Soorten
- Berlandiella insignis Mello-Leitão, 1929
- Berlandiella magna Mello-Leitão, 1929
- Berlandiella polyacantha Mello-Leitão, 1929